# Реммерсвал, Вин
Вильхельмюс «Вин» Абрахам Реммерсвал (нидерл. Wilhelmus Abraham Remmerswaal, 8 марта 1954, Гаага — 24 июля 2022, там же) — нидерландский бейсболист, питчер. Выступал в Главной лиге бейсбола в составе «Бостон Ред Сокс». Победитель чемпионата Европы 1973 года в составе сборной Нидерландов, также он был признан лучшим питчером турнира. Также выступал в различных итальянских клубах, в 1984 году выиграл Кубок Европы в составе «Пармы».

## Биография
Вильхельмюс Реммерсвал родился 8 марта 1954 года в Гааге, один из четырёх сыновей в семье. Его отец Яп играл в футбол за любительский клуб ВЮК из Вассенара, позднее работал помощником редактора в газете. Все его сыновья тоже занимались спортом, играли в футбол и бейсбол. Вин добился наибольшего успеха, в 1971 году перейдя в гаагский клуб «Сторкс», игравший в высшем дивизионе нидерландского бейсбольного чемпионата. В возрасте семнадцати лет его также пригласили в национальную сборную. На чемпионате Европы 1973 года Реммерсвал принёс своей сборной победу над Италией в предварительном раунде и был признан лучшим питчером турнира, на котором команда выиграла золотые медали.
Реммерсвал отличался образованностью и эрудицией, говорил на семи языках. Он учился в Делфтском техническом университете, но в 1974 году ушёл оттуда ради спортивной карьеры. Сначала Вин побывал на просмотре в «Канзас-Сити Роялс», а в ноябре подписал контракт с «Бостон Ред Сокс». Это произошло по инициативе генерального менеджера клуба Дика О’Коннелла, видевшего игру Реммерсвала во время поездки в Нидерланды.
В первые три сезона карьеры Вин играл за фарм-клубы «Ред Сокс», продвинувшись до лиги уровня ААА. Главной проблемой на этом этапе для него были не отбивающие соперника, а разница культур между Европой и США. В 1978 году он хорошо провёл весенние сборы, произведя впечатление на главного тренера Бостона Дона Зиммера. Регулярный чемпионат Реммерсвал провёл в «Потакет Ред Сокс», но полный сезон на последнем уровне младших лиг сложился для него не лучшим образом. Его пропускаемость выросла до 4,47, возникли трудности с контролем подачи — в среднем за девять иннингов Вин допускал 5,6 уоков. После завершения чемпионата он играл в Зимней лиге Пуэрто-Рико, а на следующий год тренерский штаб «Потакета» перевёл его в буллпен. Это пошло ему на пользу. Реммерсвал провёл лучший сезон в своей карьере: 39 матчей с показателем пропускаемости 2,05 и семь сейвов. Значительное влияние на улучшение его игры оказал Джонни Подрес, в то время работавший с питчерами в фарм-командах «Ред Сокс».
В августе 1979 года Вин был переведён в основной состав «Бостона». Он стал первым воспитанником нидерландского бейсбола, пробившимся в состав команды Главной лиги бейсбола. Другие представители Нидерландов, в том числе звезда «Миннесоты» Берт Блайлевен, выросли и учились играть в США. Реммерсвал дебютировал 3 августа в игре с «Милуоки Брюэрс», а через два дня одержал свою первую в лиге победу. До конца регулярного чемпионата он сыграл за «Ред Сокс» ещё в шести матчах с пропускаемостью 7,08.
От планов снова провести межсезонье в Пуэрто-Рико Вину пришлось отказаться из-за травмы плеча. Сезон 1980 года он начал в «Потакете», но в июне снова вернулся в основную команду «Ред Сокс». До августа он сыграл в одиннадцати матчах, прежде чем снова возникли боли в плече. На восстановление ушло около месяца, осенью Реммерсвал сыграл за команду ещё три матча, ставших для него последними в лиге.
Болельщикам и специалистам Вин больше запомнился своим эксцентричным поведением. Он часто опаздывал на посадку в автобус команды и авиарейсы, терял вещи. В 1980 году он стал одним из участников скандала, разразившегося после того, как игроки «Ред Сокс» заказали пиццу на скамейку запасных прямо во время матча. В том же сезон Реммерсвал во время выезда в Нью-Йорк проспал отъезд на игру, а затем на такси приехал не на тот стадион.
Весной 1981 года он почти целиком пропустил предсезонные сборы из-за проблем с визой. Когда Вину всё же удалось вернуться в США, руководство клуба вновь отправило его в «Потакет». Хронический тендинит привёл к значительному сокращению игрового времени, он начал злоупотреблять алкоголем. Самым заметным событием сезона для Реммерсвала стало участие в игре между «Ред Сокс» и «Рочестер Ред Уингз», самом длинном матче в истории профессионального бейсбола. Всего он сыграл в двадцати матчах с пропускаемостью 5,93, потерпев два поражения. После этого Вина отчислили и он вернулся в Европу.
В 1983 году Реммерсвал стал игроком итальянской «Пармы». В клубе он провёл три неполных сезона, став победителем Кубка Европы. В это же время он женился на Клотильде Дзангарини, в браке у них родилась дочь. Семья быстро распалась из-за проблем Вина с алкоголем. По этой же причине он покинул «Парму». После этого Реммерсвал недолго поиграл за «Неттуно» и «Сан-Марино».
В 1989 году он вернулся в Нидерланды, где ему предложили пост главного тренера «Амстердам Пайрэтс». Сезон для команды закончился вылетом во второй дивизион, а Вина уволили. Его попытки справиться с болезнью успехом не увенчались. В 1997 году Реммерсвал заболел двусторонней пневмонией, перешедшей в плеврит, три недели он провёл в коме. После выхода из неё выяснилось, что у Вина серьёзные поражения мозга и центральной нервной системы. С того момента он прикован к инвалидному креслу и проживает в доме престарелых.
Вин Реммерсвал скончался 24 июля 2022 года.